# Carrer Monturiol (Figueres)
El carrer Monturiol és un carrer del municipi de Figueres (Alt Empordà) que en el seu conjunt forma part de l'Inventari del Patrimoni Arquitectònic de Catalunya. S'hi observen fronts edificats de planta baixa i dos o tres pisos amb façanes compostes segons eixos verticals d'obertures allargades amb balcons ordenades jeràrquicament (dimensions i volada decreixents) en alçada. Llosanes motllurades, emmarcaments, guardapols i cornises. Fou edificat en la seva major part en el darrer quart del segle xix i primer quart del xx.